# استیون کوتزا
استیون کوتزا (انگلیسی: Steven Cozza؛ زادهٔ ۳ مارس ۱۹۸۵) دوچرخه‌سوار اهل ایالات متحده آمریکا است.